# Шлегль
Шлегль (нем. Schlägl) — коммуна (нем. Gemeinde) в Австрии, в федеральной земле Верхняя Австрия. 
Входит в состав округа Рорбах.  Население составляет 1391 человек (на 31 декабря 2005 года). Занимает площадь 29 км². Официальный код  —  41339.

## Политическая ситуация
Бургомистр коммуны — Йозеф Мозер (АНП) по результатам выборов 2003 года.
Совет представителей коммуны (нем. Gemeinderat) состоит из 19 мест.
- АНП занимает 13 мест.
- СДПА занимает 6 мест.